# 프린세스 아야
프린세스 아야(Princess Aya)는 한국에서 제작된 이성강 감독의 2019년 판타지, 뮤지컬 영화다. 백아연 등이 주연으로 출연하였다.

## 출연

### 주연
- 백아연 : 아야 공주 역 (목소리)
- 진영 : 바리 왕자 역 (목소리)

## 제작진
- 프로듀서: 연상호
- 프로듀서: 이동하

## 수상
- 2019년 제21회 부천국제애니메이션페스티벌 수상 특별상 Unity, 빈스로드상 (이성강)
- 2019년 제24회 부산국제영화제 후보 한국영화의 오늘 - 파노라마